# 香川県立丸亀高等学校
香川県立丸亀高等学校（かがわけんりつまるがめこうとうがっこう、Kagawa Prefectural Marugame High School）は、香川県丸亀市六番丁に所在する公立高等学校。
通称は「丸高（まるこう）」。

## 概要
1893年（明治26年）創立の香川縣尋常中學校（旧制中学校）丸亀分校と1899年（明治32年）創立の香川縣丸亀高等女学校を前身とする。校舎は丸亀城の南に位置する。2013年（平成25年）に創立120周年を迎えた、県内公立高校で最古の歴史を有する学校である。
校歌の作詞は中河与一、作曲は長谷川良夫。歌詞は3番まである。
校内には大正天皇即位記念事業の一環として建てられ、子爵京極高徳によって書かれた校訓碑がある。
校内にある丸亀高校記念館は前身である旧制丸亀中學校の本館として建築され、当時日本では珍しかった北欧建築である。1959年（昭和34年）校舎改築に伴い取り壊される予定であったが、卒業生の強い要望と支援により現在の位置に移転した。また、1996年（平成8年）12月26日に国の登録有形文化財に登録された。卒業生である津島寿一、猪熊弦一郎、中河与一などに関する資料や作品、肖像画が展示されている。
西館にある図書館には、猪熊弦一郎の作品「風車と太陽」の原画を拡大し美術陶板で作った絵が壁画として描かれている。本校はこの他にも10点の貴重な作品を所蔵している。
大正時代に前身である香川縣丸亀高等女學校の生徒たちが袴姿でサッカーをする様子を撮影した写真が現存しており、これは日本における女子サッカー最古の記録であるため、丸亀高校は「なでしこジャパン発祥の地」と言われている。

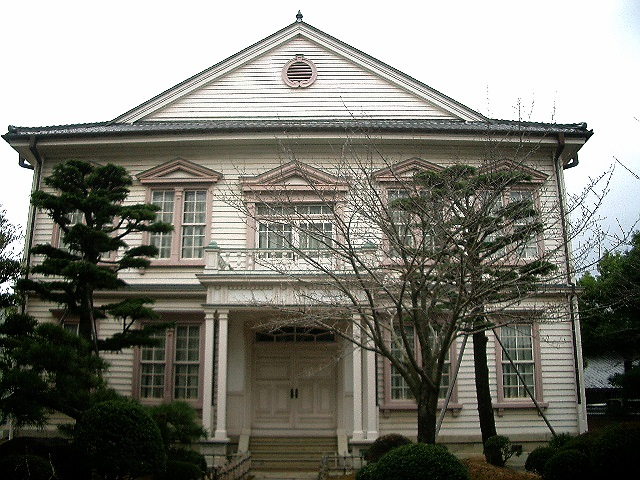
丸亀高校記念館（旧制丸亀中學校本館、登録有形文化財）

「丸高会」と称する同窓会が全国各地にある。主なものは「東京丸高会」「大阪丸高会」など。シンガポールなど海外にも所在する。
校風は自由であり、服装や髪型についての規則はあるものの教師による指導などはあまりなく、生徒の判断に任されている。

### 教育方針
授業時間確保のため65分×5限の授業が行われている。2年生より文系・理系別のクラス編成になり、3年生では文理それぞれで成績上位40名程度が選抜され、「ダッシュクラス」と呼ばれる選抜クラスが設置される。1984年度（昭和59年度）当時在学中の2年生および3年生より運用開始となった。厳密にはダッシュという名前のクラスは現在存在せず、生徒・教員共に用いる愛称である。選抜クラス設置の前年度（昭和58年度)、生徒たちへの周知に当たり、当時2年団団長であったベテラン数学教諭が「普通クラスを『a』とおきますと、このクラスは『a"(エーダッシュ)』となります。」と言ったことが発端。以来、毎年、県内外を問わず難関大学に合格者を輩出している。香川大学教育学部附属坂出中学校出身者が、入学者の4分の1を占めている。
希望者を対象に土曜日午前中に「斯文土曜塾」という講座が開講され、受験対策講座や各予備校主催の模擬試験を実施している。
また、浪人生を対象として「補習科」が開講されており、受講を希望する卒業生は1年間だけ、入科試験に合格することで授業を受けることができる。

## 沿革

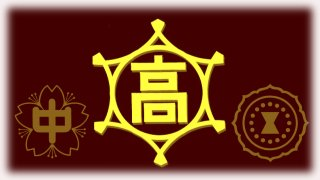
校章
中：丸亀高等学校（丸と亀のデザイン）
左：旧制丸亀中學校
右：丸亀高等女學校

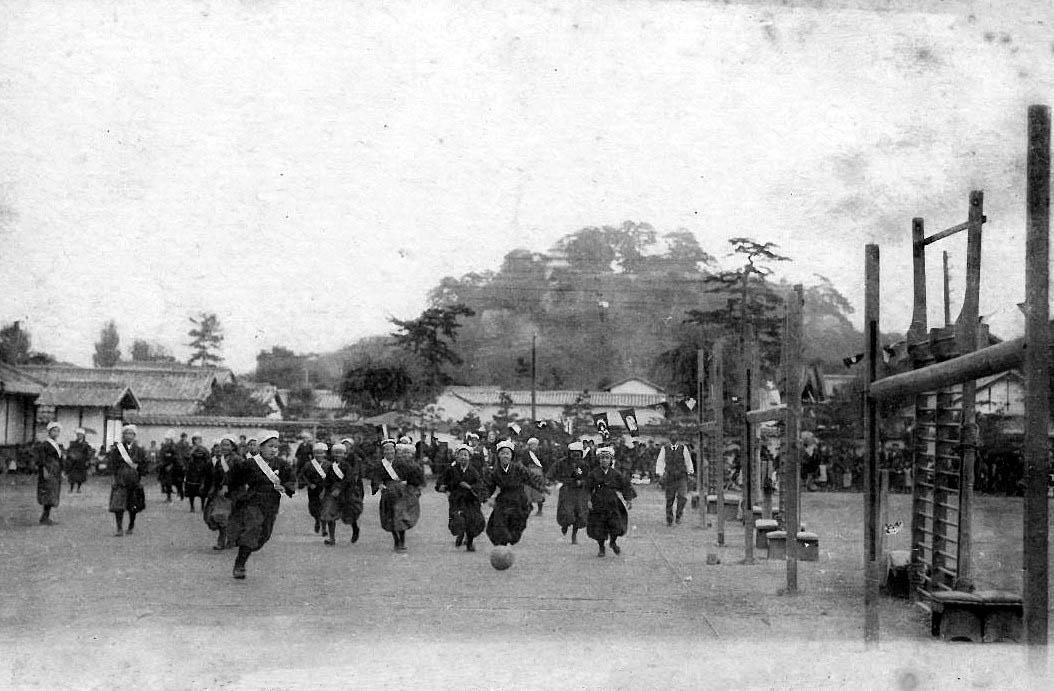
大正時代の丸亀高等女學校の女子サッカーの様子

- 1893年（明治26年） - 香川縣尋常中學校丸亀分校として開校
- 1898年（明治31年） - 香川縣丸亀尋常中學校として独立
- 1899年（明治32年） - 香川縣丸亀高等女學校開校
- 1906年（明治39年） - 香川縣丸亀高等女學校の運動会で「フートボール（サッカー）」が行われた記録[2][3][4][5]あり。
- 1948年（昭和23年） - 学制改革（六・三・三制実施）により香川県立丸亀高等学校（男子校）と香川県立丸亀女子高等学校となる。
- 1949年（昭和24年） - 両校を統合し男女共学となり、香川県立丸亀第一高等学校となる。
- 1950年（昭和25年） - 校章を制定する。
- 1951年（昭和26年） - 現校歌「亀城のほとり……」を制定する。
- 1953年（昭和28年） - 香川県立丸亀高等学校と改称。津島寿一氏寄贈による津島杯争奪校内大会(球技大会)始まる。
- 1965年（昭和40年） - 第1体育館が竣工する。
- 1968年（昭和43年） - 理数科が設置される。(1学級)
- 1979年（昭和54年） - 理数科が廃止される。
- 1982年（昭和57年） - 第2体育館が竣工する。
- 1987年（昭和62年） - 西館（図書館、食堂、特別教室）が竣工する。
- 1993年（平成5年） - セミナーハウス・同窓会館が竣工する。
- 1996年（平成8年）  ‐ 記念館が文化財登録原簿に登録される。
- 2007年（平成19年） ‐ 香川県立丸亀武道館を所管。
- 2013年（平成25年） ‐ 新本館が竣工する。創立120周年式典を挙行。
- 2016年（平成28年） ‐ 第一体育館が建て替えのため取り壊される。スーパーグローバルハイスクールアソシエイト校に指定。

## 学校行事
これが丸高だ！祭（4月）
通称「だ祭」。各部活の部員が体育館で色々なパフォーマンスを見せ、新入生に活動を紹介する、生徒会主催の新歓行事である。
運動会（5月）
丸亀高校の運動会は30,099人収容の香川県立丸亀競技場で行われる。始まりの入場行進は伝統があり、直前の2週間ほどは各クラスで入場行進中に行う仮装やダンスの練習が行われる。また、運動会の目玉イベントとして「X人Y脚」というものがあり、これはクラス全員による二人三脚である。
創立記念講演会（5月）
各界で活躍している著名な卒業生を招いて講演会を開き、生徒全員が参加する。2015年度までは丸亀市民ホールで行われていたが、同ホールの閉館に伴い2016年より一時的に学校の体育館で行っている。招かれる卒業生は、弁護士、医師、大学の研究者など様々である。
津島杯（7月）
クラスマッチ。その名前の由来は卒業生である元大蔵大臣津島寿一である。
斯文祭（9月）
読み方は「しぶんさい」。9月上旬に土曜・日曜の2日間行われる文化祭。運営は生徒会。1・2年生の各クラスと文化系の部活動、一部の体育系の部活（なぎなた部・弓道部など）による研究発表や演奏会・発表会、さらに全部活対抗による「いざ！合戦」が催される。出し物は「クラス部門」「部活動・委員会部門」「いざ！合戦」の3つの部門で審査され、各部門の1位～3位が決定される。例年2000～3000人以上が訪れる、近隣の高校では最大の文化祭となっている。
遠足（10月）
3年生が岡山県の倉敷に行く。大原美術館の鑑賞や美観地区の散策などを行い、また自由時間にはアウトレットパークに行くことも可能である。
寒稽古（2月）
心身の鍛錬を目的とした丸高独自の伝統行事で、1970年（昭和45年）から開催されている。男子は柔道か剣道、女子はエアロビクスかピラティスのいずれかを選択し、冬の3日間早朝に行う。最終日には参加した生徒全員にぜんざいが振る舞われる。
芸術成果発表会（3月）
書道部・美術部・書道選択者・美術選択者の作品展示・発表が行われる。一般市民の参加も可能である。
最終決戦（3月）
クラスマッチと駅伝大会。最終決戦の駅伝大会は、丸亀高校に隣接する丸亀城内で行われ、通称「城マラソン」と呼ばれる。卒業生で漫画家の入江亜季の作品「群青学舎」では、この城マラソンが描かれている回がある。
卒業生に聞く会（3月）
大学に合格を果たしたばかりの卒業生8名程度による講演会。現役生から浪人生、最難関大学合格者から地方国立大学や私立大学の合格者まで多岐にわたる卒業生が招聘され、質疑応答などもある。
他に、修学旅行、大学訪問、生徒総会などがある。

## 生徒会
丸亀高校では、「生徒会=生徒全員で運営するもの」とされているため、会長・副会長などの役員は「生徒会本部役員」と呼ばれる。生徒会役員選挙は、毎年5月に行われ、会長・副会長・書記・会計を決定する。特徴として、選挙を経て役員になった生徒以外に、自由に入れる「自由生徒会」という役職があり、そのため丸亀高校の生徒会は役員数合計50～60人で県内最大規模である。
学校行事の大半がこの生徒会に委ねられているため、その活動は運動会や斯文祭（文化祭）、クラスマッチなどの企画・運営、文集「SPIRIT」の執筆・編集など、多数・多岐にわたる。

## 部活動
生徒会直轄部
- 女子応援部(チア)
- 男子応援部
- 新聞部
- 吹奏楽部：1998年度、2000年度、2002年度に全国大会出場。
- 図書部
- 放送部：全国大会にて度々上位入賞をしている。

運動部
- 弓道部：1982年度 第27回 全国高校総体 女子優勝
- 剣道部：学校併設の香川県立丸亀高校武道館にて練習を行っている。
- テニス部：校舎から徒歩約5分、丸亀城のほとりにある専用オムニコート（2面）にて練習を行っている。
- サッカー部
- 柔道部：剣道部に同じ。
- 水泳部：2016年度 インターハイ 男子平泳ぎ100m 優勝
- ソフトテニス部
- 体操部
- 卓球部
- なぎなた部
- バスケットボール部: 2013年度 全国高校選抜優勝大会県大会  男子準優勝
- バレーボール部
- ハンドボール部
- 野球部：選抜高等学校野球大会出場1回、全国高等学校野球選手権大会出場4回

全国大会における成績は選抜高等学校野球大会 (香川県勢)および全国高等学校野球選手権大会 (香川県勢)を参照。
- 陸上部: 1970年アジア競技大会女子200m金メダル、同100m銀メダル。
- ワンダーフォーゲル部：2017年、2018年、2019年インターハイ出場（14位,7位,17位）
- ソフトボール部：2019年度インターハイ出場。

文化部
- 英語部：
- 演劇部：2003年度に「どよ雨びは晴れ」で全国高等学校演劇大会（全国大会）優勝。2015年度に「用務員コンドウタケシ」で同大会優秀賞（2位相当）。2018年度に「フートボールの時間」で同大会優勝。
- 音楽部
- 化学部
- 家庭科部
- 華道部
- 茶道部
- 社会部
- 写真部：2006年度に全国高等学校写真選手権大会（写真甲子園）四国代表で出場。
- 書道部
- 数学部：かつて無線機開発において全国屈指の知名度を誇った。2016年度U-22プログラミングコンテスト経済産業省情報政策局長賞受賞。
- 生物部
- 地学部：第2回国際地学オリンピックへ日本人初の出場。地質・固体地球科学部門金メダル、総合銀メダル獲得。
- 美術部
- 物理部
- 文芸部
- 将棋部

同好会
- メモ同好会
- 園芸同好会

## 著名な出身者

### 政界
- 津島壽一 - 元大蔵大臣
- 金子正則 - 元香川県知事
- 白川一雄 - 元参議院議員
- 加藤繁秋 - 元衆議院議員
- 山内俊夫 - 元参議院議員、元文部科学副大臣
- 磯﨑仁彦 - 参議院議員、内閣官房副長官
- 大野敬太郎 - 衆議院議員、内閣府副大臣
- 瀬戸隆一 - 衆議院議員
- 吉川元 - 衆議院議員
- 山下昭史 - 三豊市長
- 大西秀人 - 高松市長
- 片山圭之 - 丸亀市長、丸亀市議会議員、香川県会議員
- 松永恭二 - 丸亀市長
- 氏家法雄 - 哲学家、多度津町議会議員
- 横山英幸 - 大阪市長

### 官界
- 大塚功 - 元駐ジャマイカ大使
- 齋賀富美子 - 元駐ノルウェー大使兼アイスランド大使
- 神余隆博 - 元駐ドイツ大使
- 阪本和道 - 元内閣府審議官
- 武田宗高 - 元内閣府審議官
- 峰久幸義 - 元国土交通事務次官、元復興庁事務次官
- 横田真二 - 元消防庁長官

### 軍人
- 原田熊吉 - 陸軍中将
- 樫村寛一 - 日本海軍戦闘機搭乗員
- 宮崎勇 - 日本海軍戦闘機搭乗員（中退）

### 司法
- 田尾健二郎 - 元広島高等裁判所長官

### 財界
- 大西淳 - 元四国電力社長、元四国経済連合会会長
- 佐藤誠治 - 東京スター銀行頭取
- 鶴野史朗 - アイ・アール ジャパンホールディングス創業者
- 則久芳行 - 元三井住友建設社長

### 文化
- 猪熊弦一郎 - 画家
- 井下靖央 - 演出家
- 漆原輝 - NHKアナウンサー
- 吉川洋一郎 - 作曲家、音楽家
- 中村光一 - ゲームクリエイター
- 中野美奈子 - フリーアナウンサー
- 野溝七生子 - 作家
- 中河與一 - 小説家
- 中河幹子 - 歌人
- 広谷鏡子 - 作家
- 降田天 - 作家
- 竹田敏彦 - 作家
- ぶるまほげろー - 漫画家
- 入江亜季 - 漫画家
- 聖真一郎 - 翻訳家
- 上代真希 - NHK契約キャスター
- 吉田靖直 - 歌手（トリプルファイヤーボーカル）
- 冨士原圭希 - RKB毎日放送アナウンサー

### 教育
- 岡田實 - 元大阪大学総長
- 長尾優 - 元東京医科歯科大学学長
- 田村実造 - 元京都女子大学学長、京都大学名誉教授
- 戸倉ハル - 元日本女子体育連盟会長、お茶の水女子大学名誉教授

### 研究
- 斎賀秀夫 - 大妻女子大学名誉教授
- 佐藤勝彦 - 東京大学名誉教授
- 三木成夫 - 東京芸術大学教授
- 三原憲三 - 朝日大学名誉教授
- 山地秀俊 - 神戸大学教授
- 横山正明 - 東京工業大学名誉教授、元山形県立産業技術短期大学校長
- 松尾豊 - 東京大学教授

### スポーツ
- 大豪久照 - 元大相撲力士（中退）
- 三原脩 - 元プロ野球選手（高松中学に転校）
- 香川秀光 - 元プロ野球選手
- 北村親夫 - 元プロ野球選手
- 松本直樹 - プロ野球選手
- 東山玲士 - プロ野球選手
- 長尾健司 - 高校野球指導者
- 木村光宏 - 競艇選手
- 前田信弘 - 元サッカー選手
- 山田恵子 - 陸上競技選手
- 花車優 - 競泳選手、2022年世界水泳選手権、2024年パリオリンピック競泳日本代表

## 交通・アクセス方法
- JR四国（予讃線）丸亀駅（南口）より徒歩約12分
- 丸亀市コミュニティバス「丸亀高校」停留所より徒歩1分